# Aline Helg
Aline Helg est une historienne, spécialiste de l'histoire de l'esclavage. Elle est connue pour ses recherches et ses livres sur l'histoire des révolutions, des Amériques, la diaspora africaine, les droits civiques, le racisme et l'ethnicité.

## Biographie
À l'âge de six ans, ses parents partent vivre en Amérique et  elle fait l'expérience de vivre dans un pays dont on ne connait pas la langue.
Elle obtient son doctorat à l'Université de Genève en 1983 et devient professeure dans cette même institution en 2003. Comme la Suisse ne lui offre après son doctorat que peu de débouchés en tant qu'historienne, elle commence sa carrière académique en Amérique en travaillant sur Cuba, et la Colombie. Elle s'intéresse aux mouvements d'émancipation et la question raciale, et s'attache à la façon dont les populations font preuve de résilience pour se construire une vie digne.
Elle a enseigné par la suite Département de Sciences Politiques de l’Université des Andes à Bogotá, à la Faculté de Psychologie et des Sciences de l’Éducation et à l’Institut Universitaire d’Études du Développement de l'Université de Genève et au Département d’Histoire de l’Université du Texas à Austin de 1989 à 2003.

### Histoire de l'esclavage et des révolutions
Selon Aline Helg, les populations d'esclaves des Amériques n'ont pas attendus que leur soit octroyée la liberté, mais elles ont construit des stratégies d'émancipation autonomes,. Elle dénombre en effet bon nombre d'esclaves libérés en Amérique du Sud avant même l'apparition de la thématique de l'abolition de l'esclavage. Elle s'interroge sur les moyens que ces personnes ont mis en œuvre pour y parvenir et constate que la rébellion active n'est pas la forme la plus efficace ni même la plus usitée. Le marronage (la fuite vers les territoires américains encore inexplorés), l'affranchissement contre l'engagement militaire, la manumission, la participation et l'intégration du point de vue des esclaves dans le discours sur la liberté sont constitutives de stratégies élaborées progressivement et d'une résistance discrète menant petit à petit vers la reprise de leurs libertés dans un processus dit d'encapacitation. Ces recherches remettent en question une vision des années 1980 qui insiste sur des révoltes impressionnantes, et qui coïncident en quelque sorte avec une sorte de syndrome de Saint Domingue,.
Son livre Plus jamais esclave raconte notamment l'histoire de Francisque Fabulé.
Aline Helg intervient régulièrement dans les médias en tant que spécialiste de l'histoire contemporaine de l'Amérique du Sud.

## Publications
- 1995: Our Rightful Share. The Afro-Cuban Struggle for Equality, 1886-1912, prix de l’American Historical Association[12] Chapel Hill: University of North Carolina Press, lauréat du Prix Wesley-LogannAmerican Historical Association en 1995, lauréat du Prix du Livre Elsa Goveia, Association des Historiens des Caraïbes en 1997, Lauréat du Prix Gordon K. Lewis Memorial, Association des Études des Caraïbes en 1998.
- 2001:  La educación en Colombia, 1918-1957: una historia social, económica y política, Bogotá: Universidad Pedagógica Nacional-Plaza & Janés Editores.
- 2004: Liberty and Equality in Caribbean Colombia, 1770-1835 , Chapel Hill, University of North Carolina Press, Lauréat du Prix John E. Fagg, prix de l'American Historical Association en 2005.
- 2012: Claude Auroi et Aline Helg, Latin America 1810-2010: Dreams and legacies. London, Imperial college press,
- 2016 : Plus jamais esclaves !  De l’insoumission à la révolte, le grand récit d’une émancipation (1492-1838), Paris, La Découverte, collection « Sciences humaines », 2016[5] (ISBN 978-2707188656)

### Chapitres de livres
- 2010: Race in Argentina and Cuba, 1880 1930.Theory, policies and popular reaction, in The Idea of Race in Latin America, 1870-1940, édité par Richard Graham  University of Texas Press, 5 juillet 2010[13]
- Race in Post-Abolition Afro-Latin America. Co-author Kim D. Butler. In The Oxford Handbook of Latin American History, José Moya (éd.), New York: Oxford University Press. Pp. 257-280.

### Articles dans des revues scientifiques
- Black Men, Racial Stereotyping, and Violence in the U.S. South and Cuba at the Turn of the Century, Comparative Studies in Society and History, volume 42, Issue 3, juillet 2000, p. 576-604[14]
- Slave but Not Citizen: Free People of Color and Blood Purity in Colonial Spanish American Legislation”, Millars. Espai i història 52, 2017), p. 75-99.
- Orality and Writing in the Historiography of Afro-descendant Slaves. In Orality, Identity, and Resistance in Palenque (Colombia). An Interdisciplinary Approach, edited by Armin Schwegler, Bryan Kirschen and Graciela Maglia. Amsterdam: John Benjamins Publishing Company, 2017, p. 295-314.
- Une autre Restauration: Ruptures et continuités en Amérique espagnole après la restauration des Bourbons en 1814.” In Quand le monde a changé… L’entrée de Genève dans la Confédération suisse, edited by Irène Hermann. Genève, Georg Editeur, 2016, p. 73-113.
- Les ‘tours de force’ des planteurs : affranchis et engagés dans les Antilles britanniques et françaises après l’abolition de l’esclavage. In Deux Mondes, une planète / Two Worlds, One Planet. Mélanges offerts à Bouda Etemad / Essays in Honor of Bouda Etemad, Jean Batou et al. (eds.), Lausanne, Editions d’en bas, p. 183-195.
- La limpieza de sangre bajo las reformas borbónicas y su impacto en el Caribe neogranadino. In Boletín de Historia y Antigüedades (Academia Colombiana de Historia), vol. 100, no 858 (Jan-June 2014), p. 143-180.
- Os afro-cubanos, protagonistas silenciados na história cubana”. In Dossiê especial : Afrodescendentes nas Américas e Caribe: novos olhares, novas perspectivas em um contexto global multicultural, Revista de Estudos e Pesquisas sobre as Américas, vol. 8, no 1, 2014, p. 29-51.
- De castas à pardos : Pureté de sang et égalité constitutionnelle dans le processus indépendantiste de la Colombie caraïbe. In Les indépendances hispano-américaines, un objet d’histoire, Véronique Hébrard and Geneviève Verdo (eds.). Madrid: Casa de Velásquez. Pp. 181-196.
- Simón Bolívar’s Republic: A Bulwark against the “Tyranny” of the Majority. InRevista de Sociologia e Política, vol. 20, No. 4, June 2012, p. 123-147.  (ISSN 0104-4478). Dossier: "Novas repúblicas. Construcão de nacões na América Latina do século XIX". http://www.scielo.br/pdf/rsocp/v20n42/04.pdf
- El desplazamiento forzado de los afrodescendientes del Pacífico colombiano: pasado y presente. In Expulsados, desterrados, desplazados. Migraciones forzadas en América Latina y los países luso-africanos, Martin Lienhard (éd.), Madrid / Frankfurt, Iberoamericana / Vervuert. Pp. 171-181.
- Abolition and Afro-Latin Americans." In Blackwell Companion to Latin American History, Thomas H. Holloway, ed. Oxford, Royaume-Uni: Blackwell Publishing. 2008, Pp. 247-63.

## Prix et distinctions
En 2016 elle reçoit le prix de l'Académie romande pour son ouvrage Plus Jamais esclaves. Le livre explore les stratégies de libération adoptées par les victimes de l'esclavage elles-mêmes dans les Amériques entre 1492 et 1838.